# Муллокандов, Гавриэль Аронович
Гавриэль Аронович Муллокандов (узб. Gavriel Aron o‘g‘li Mulloqandov / Гавриэл Арон ўғли Муллоқандов; род. 8 апреля, 1900 года, Самарканд, Бухарский Эмират; умер 6 февраля, 1972 года, Самарканд ,Узбекская ССР, СССР) — узбекский и советский певец и музыкант. По национальности был бухарским евреем. В 1936 году получил звание народного артиста Узбекской ССР.

## Биография
Гавриэль Муллокандов родился 8 апреля 1900 года в городе Самарканд, что в Бухарском Эмирате. Его семья была одним из любителей музыки, бухарских евреев среди того периода. Он получил музыкальное образование прежде всего от своих старших братьев, и с девяти лет начал петь религиозные песни в местной синагоге. Когда Гавриэлю было уже 11 лет, он пел с другими певцами на свадьбах и концертах местных жителей. В те годы он получил широкую известность не только в среде бухарских евреев но и среди местного нееврейского населения. В детстве он научился петь в жанре «Шашмаком» и умел играть на всех местных музыкальных инструментах.
В 1920-е годы Гаврэль пел вместе со своим братом Михоэлем, который также был одним из знаменитых певцов и музыкантов в Средней Азии. В 1925 году к ним присоединился Леви Бабаханов, который когда-то был придворным музыкантом при Эмире Бухары. После этого трое певцов-музыкантов объезжали города и села окрестностей Самарканда и Бухары и пели на свадьбах и торжествах. В 1929 году Гавриэль Муллокандов выиграл конкурс в Самарканде по песнопению в жанре «Шашмаком» и обрел ещё большую популярность.
В 1930-32 годах Гавриэль и Михоэль Муллокандовы вместе с другими активистами из бухарских евреев, организовали «Театр Бухарских евреев» в Самарканде. Позднее в театр присоединились такие выдающиеся певцы-музыканты из бухарских евреев, такие как: Арон Саидов, Мардохай Бачаев и Бахор Кандхоров. Благодаря скоплению всех известных певцов-музыкантов из бухарских евреев, «Театр Бухарских евреев» стал очень известным за пределами Средней Азии. Позднее театр объезжал с концертами такие города как Ташкент, Москва, Ленинград, Баку, Душанбе, Ереван и др.
В 1936 году Гавриэлю Муллокандову было присвоено звание народного артиста Узбекской ССР. В последующие годы он был удостоен и многих других государственных наград. В 1940 году Муллокандов был избран в городской Совет Самарканда. Во время второй мировой войны, Гавриэль Муллокандов был среди певцов и музыкантов «Театра Бухарских евреев», который путешествовал по всему СССР, выступая в поддержку военных и советского правления.
Позднее Муллокандов был признан одним из сподвижников культуры бухарских евреев. Песни которые он пел, музыка которую он играл, были навсегда сохранены в архивах узбекского и таджикского радио и телевидения которые сохранены до сих пор. Несмотря на то, что Муллокандов жил в государстве с атеистической идеологией, он никогда не забывал о своих корнях и религии. Он регулярно праздновал еврейские праздники и в его доме всегда было много людей, которые приходили слушать его песни.
Он также пропагандировал за мирные и дружественные отношения между узбекским и таджикским народами и бухарскими евреями. Он был также очень уважаемым и среди нееврейского населения. Одним из его лучших друзей был великий узбекский писатель Гафур Гулям, который во время войны написал в честь него стихотворение под названием «Мен — Яхудий!» («Я — еврей!»). Муллокандов владел, кроме родного таджикско-еврейского языка, таджикским, узбекским и русским языками.
Гавриэль Муллокандов умер 6 февраля 1972 года в Самарканде и там же он похоронен на Бухарско-еврейском кладбище. В 1976 году, ЦК КП Узбекистана переименовал улицу где находился его родной дом, где он провел значительную часть жизни, был назван в его честь. В ноябре 2000 года, улица в городе Рамла была названа его именем.